# Carlos de Oliveira
Carlos de Oliveira (Belém, Brasil, 10 de agosto de 1921-Lisboa, Portugal, 1 de julio de 1981) fue un poeta y novelista portugués.
Su familia, de origen portugués, vivía en Brasil, y se trasladó a Portugal en 1923. Se licenció en Filosofía e Historia en la Universidad de Coímbra. 
Aunque de familia de origen portugués, Carlos Alberto Serra de Oliveira nació en Brasil, en Belem, en el estado de Pará, en 1921. Con sólo dos años de edad, se desplazó a Portugal, al municipio de Cantanhede, distrito de Coímbra, en cuya parroquia de Febres su padre ejerció como médico. Se licenció en Historia y Filosofía en Coímbra y participó en las revistas Seara Nova y Vértice. Llevó una vida retirada, alejado de la fama, y aunque vivió siempre en Lisboa, se desplazó con frecuencia a la región norteña de A Gandara, que convirtió en escenario de sus obras. Murió en Lisboa, en 1981, dejando una obra compuesta por cinco novelas y varios libros de poesía, recogidos en el volumen Trabalho poético, publicado en 1978.
Ligado desde sus comienzos al neorrealismo literario portugués, publicó su primer libro de poemas, Turismo, en 1942. Reunió toda su obra de casi treinta y cinco años bajo el título de Trabalho Poético. En palabras de Ángel Campos Pámpano, «el trabajo creativo de Carlos de Oliveira, sin olvidar nunca el carácter social e histórico de la escritura, procura siempre modular con rigor las palabras, depurando al máximo la materia verbal, condensando espléndidamente el verso o el párrafo». Entre dos memorias (Entre duas Memórias), 1971, se traduce por primera vez íntegramente al español. Anteriormente, también Ángel Campos Pámpano había traducido Micropaisaje, en 1987, y la primera sección de Entre dos memorias, «Cristal en Soria» (Espacio/Espaço Escrito, 8, 1992), un homenaje a la Soria de Machado y al Guernica de Pablo Picasso. Su precisa estructura y su exigencia formal hacen de este libro uno de los más significativos de la trayectoria de su autor.

## Obra publicada

### Poesía
- Turismo (1942)
- Mãe Pobre (1945)
- Descida aos Infernos (1949)
- Terra de Harmonia (1950)
- Cantata (1960)
- Sobre o Lado Esquerdo (1968)
- Micropaisagem (1969). Publicado en España como Micropaisaje por la editorial Pretextos, con traducción de Ángel Campos Pámpano.
- Entre Duas Memórias (1971) Publicado en castelano (Entre Dos Memoria) en 2009, por Calambur (www.calambureditorial.com) O. Díaz Aldret
- Pastoral (1977)
- Trabalho Poético (1977-78)

### Ficción
- Casa na Duna (1943)
- Alcateia (1944)
- Pequenos Burgueses (1948)
- Uma Abelha na Chuva (1953). Publicada en España en 2009 con el título Una abeja en la lluvia por KRK Ediciones con traducción de Xavier Rodríguez Baixeras.
- Finisterra (1978). Publicada en castellano en 2010, por KRK Ediciones.

### Crónica
- O Aprendiz de Feiticeiro (1971)

- Datos: Q1043323
- Multimedia: Carlos de Oliveira / Q1043323